# Мечеть Шах Аббаса (Кешля)
Мечеть Шах Аббаса в Кешлі (азерб. Şah Abbas məscidi və ya Keşlə məscidi) — історична мечеть у селищі Кешля Низамінського району Баку, є пам'яткою XVII століття і була збудована за наказом іранського шаха Аббаса Великого.

## Архітектурні особливості
У плані має квадратну форму. План мечеті повторює схему, типову для мечетей Ширвано-апшеронської архітектурної школи та аналогічний плану мечеті Туба Шахи у селищі Мардакян (1481). У центрі будівлі збудовано головну залу богослужінь, що складається з чотирьох великих арок. Арки з'єднуються з круглим куполом мечеті. З боків будівлі збудовано невеликі приміщення з арочною стелею. Саме ці кімнати надають плану квадратної форми.
Портал мечеті за своєю архітектурною структурою є простим і не має сталактитового напівкупола. Архітектор спробував зв'язати розділ порталу із загальним обсягом будівлі. З цією метою архітектором мечеті був застосований метод поєднання рами порталу з карнизом будівлі. Цей метод був застосований також під час будівництва Диван-хане. Над порталом є напис арабською мовою.
Вівтар та кафедра виконані з обтесаного масивного каменю. Вікна мечеті виготовлені з високою майстерністю. Перший шар вікон, що складаються з двох шарів: першого шару - дерева, і другого - обтесаного каменю.
Після встановлення радянської влади в Азербайджані в 1920 розпочалася боротьба більшовиків з релігією. Як і багато інших релігійних установ мечеть Шах Аббаса перестала функціонувати і відновила свою діяльність лише в 1989.